# 北区コミュニティバス
北区コミュニティバス（きたくコミュニティバス）は、東京都北区が運行する運行するコミュニティバス。運行開始時より日立自動車交通に運行委託している。
2008年（平成20年）4月27日から試験運行を開始し、2010年（平成22年）4月1日からは愛称を「Kバス」として本格運行を開始した。

## 概要
東京都北区内は、京浜東北線、埼京線をはじめとした鉄道路線や、都営バス、国際興業バスなどの一般路線バスなどが走り、公共交通機関は比較的充実していた。しかし地形的に南北間で高低差があることや、路線バスが一部路線で廃止され、一部地域の公共交通の不便さが目立つようになってきた。
こうした状況を踏まえ、北区によってコミュニティバスの導入調査が行われた。同時に、コミュニティバス導入の必要性と可能性について検討するため「コミュニティバス導入検討委員会」が設置された。その中で、西ケ原東・田端、滝野川西、豊島、赤羽西、浮間の5路線について検討を行い、採算性の面などを踏まえた上で、西ヶ原東・田端路線について試験運行を開始することとなった。
2年間にわたり試験運行を行った結果、本格運行への移行が決定。公募により相性が「Kバス」に決定され、2010年度からは本格運行を開始した。
王子駅と駒込駅を結ぶ「王子・駒込ルート」、駒込駅を起終点として田端駅を経由する「田端循環ルート」の2ルートが運行されている。 
また、浮間ルートを令和6年3月27日に運行を開始した。

## 沿革
- 2008年（平成20年）
  - 4月26日 - 運行開始式を実施。
  - 4月27日 - モデル運行を開始[1]。
- 2010年（平成22年）
  - 3月 - 公募により愛称を「Kバス」に決定[1]。
  - 4月1日 - モデル運行を終了、「Kバス」として本運行を開始[1]。
  - 4月 - 延べ利用者100万人を達成。
- 2012年（平成24年）1月 - 延べ利用者200万人を達成。
- 2013年（平成25年）10月 - 延べ利用者300万人を達成。
- 2015年（平成27年）6月 - 延べ利用者400万人を達成。
- 2016年（平成28年）3月 - 延べ利用者500万人を達成。
- 2024年（令和6年）3月27日：浮間ルートの運行を開始。[2]。
- 2025年（令和7年）7月15日：王子・駒込ルートおよび田端循環ルートをダイヤ改正。平日は王子・駒込ルートの定時性確保のため、運行間隔を20分間隔から24分間隔に変更。土休日は王子・駒込・田端ルートとして路線を統合し、30分間隔の運行とする[3]。

## 運行内容

### 運賃・乗車券類
2008年（平成20年）6月現在、運賃は大人・小人とも100円。回数券が11枚綴りで1000円、一日乗車券は300円となっている。
PASMOやSuicaなど交通系ICカードも利用できる。
2路線にまたがって乗車する際は、2路線通しで100円である（初めの路線の乗車時に乗り継ぐ旨を申し出て乗継券を受け取り、次の路線乗車時に運賃の代わりに乗継券を渡す。乗り継ぎ可能な停留所が定められているので注意）。
2008年（平成20年）9月1日より、隣接する文京区のコミュニティバス「Bーぐる」と回数券が共通化され、双方の回数券で乗車することが可能となった。「Bーぐる」も同じ日立自動車交通が運行受託しているからできたことではあるが、複数の自治体のコミュニティバスで共通回数券が利用できるのは特筆すべき試みである。

## 現行路線
3路線あり、おおむね7時より20時までの間20分～30分間隔で運行される。

### 王子・駒込ルート（平日）
- JR王子駅（北とぴあ前）→ 中央図書館（赤レンガ図書館）→ 北区役所→ 一里塚（滝野川警察署前）→ JR駒込駅（南口）

### 田端循環ルート（平日）
- JR駒込駅（南口）→ 田端区民センター → JR田端駅（文士村記念館前）→ 滝野川福祉保健センター → JR駒込駅（南口）

### 王子・駒込・田端ルート（土休日）
- JR王子駅（北とぴあ前）→ 中央図書館（赤レンガ図書館）→ 北区役所 → 一里塚（滝野川警察署前）→ 駒込駅（南口）→ JR田端駅（文士村記念館前）

2025年7月15日の改正より王子・駒込ルートの定時性確保のため、平日ダイヤを運行間隔を20分間隔から24分間隔に変更し、土休日ダイヤは王子・駒込ルートおよび田端循環ルートを一つにした王子・駒込・田端ルートとして終日30分間隔にて運行する形態に変更。

### 浮間ルート
- 赤羽駅 → 北赤羽駅浮間口 → 浮間舟渡駅 → 北赤羽駅浮間口 → 赤羽駅

2024年3月27日より運行を開始。。
2025年4月1日の改正より土・休日ダイヤが設定された。

## 車両
専用車両は、小型ノンステップバスの日野・ポンチョ（ロングボディ）が使用される。車体デザインは白をベースに、北区の花である桜の花びらを組み合わせた、Kマークをアクセントとしている。車両は日立自動車交通が所有する。
- 日野・ポンチョ（SDG - HX6JLAE）[1]
- 定員：36名（座席12席）[1]
- 車両数：3台（王子・駒込ルート2台、田端循環ルート1台）[1]

このほか、日立自動車交通カラーの日野・ポンチョが代走することもある。